# Ixodes lasallei
Ixodes lasallei är en fästingart som beskrevs av Méndez Arocha och Ortiz 1958. Ixodes lasallei ingår i släktet Ixodes och familjen hårda fästingar. Inga underarter finns listade i Catalogue of Life.